# 12275 Marcelgoffin
12275 Marcelgoffin eller 1990 VS5 är en asteroid i huvudbältet som upptäcktes den 15 november 1990 av den belgiske astronomen Eric W. Elst vid La Silla-observatoriet. Den är uppkallad efter Marcel Goffin.
Den tillhör asteroidgruppen Gefion.